# The Burning World (album)
The Burning World – szósty album studyjny amerykańskiego zespołu Swans, wydany w 1989 przez Uni Records i MCA Records. Z płyty pochodzą opublikowane w tym samym roku single Saved oraz Can’t Find My Way Home.
The Burning World otworzył nowy rozdział w twórczości Swans ze względu na gruntowną zmianę stylistyki (czego zapowiedzią był już singel Love Will Tear Us Apart z 1988). Ciężką, industrialną atmosferę poprzednich dokonań zespołu zastąpiono łagodnym i melodyjnym brzmieniem nawiązującym do bardziej konwencjonalnych form muzyki rockowej. Kompozycje zostały znacznie rozbudowane aranżacyjnie i charakteryzują się tradycyjną piosenkową strukturą. Autorem utworów na płycie (z wyjątkiem „Can’t Find My Way Home”) jest Michael Gira.

## Lista utworów
Wersja LP / CD:
| Nr  | Tytuł utworu                                  | Długość |
| --- | --------------------------------------------- | ------- |
| 1.  | „The River That Runs with Love Won't Run Dry” | 4:16    |
| 2.  | „Let It Come Down”                            | 4:26    |
| 3.  | „Can’t Find My Way Home”                      | 4:48    |
| 4.  | „Mona Lisa, Mother Earth”                     | 4:12    |
| 5.  | „(She’s a) Universal Emptiness”               | 4:00    |
| 6.  | „Saved”                                       | 4:11    |
| 7.  | „I Remember Who You Are”                      | 4:25    |
| 8.  | „Jane Mary, Cry One Tea”                      | 3:48    |
| 9.  | „See No More”                                 | 5:31    |
| 10. | „God Damn the Sun”                            | 4:19    |
|     |                                               | 43:56   |

- „Can’t Find My Way Home” jest wersją utworu Blind Faith z 1969 (autor: Steve Winwood).

## Twórcy
- Michael Gira – śpiew, gitara elektryczna, gitara akustyczna
- Jarboe – śpiew, instrumenty klawiszowe
- Norman Westberg – gitara elektryczna, gitara akustyczna

Udział gościnny:
- Bill Laswell – gitara basowa
- Jason Asnes – gitara basowa
- Jeff Bova – instrumenty klawiszowe
- Virgil Moorefield – perkusja
- Aiyb Dieng – perkusja
- Bernard Fowler – śpiew wspierający
- Fred Fowler – śpiew wspierający
- Nicky Skopelitis – baglama i buzuki
- Trilok Gurtu – tabla
- Karl Berger – aranżacje smyczkowe i wibrafon
- Shankar – podwójne skrzypce
- Fred Frith – skrzypce
- Mark Feldman – skrzypce
- Larry Packer – skrzypce
- John Kass – altówka
- Richard Carr – altówka
- Garo Yellin – wiolonczela

## Reedycje
Niektóre utwory z płyty weszły w skład kompilacji Various Failures z 1999.
W 2003 nakładem Young God Records ukazała się limitowana reedycja pod tytułem Forever Burned zawierająca album The Burning World wraz z dodatkowymi utworami z lat 1988–1992:
| \| Nr \| Tytuł utworu \| Długość \| \| --- \| --------------------------------------------- \| ------- \| \| 1. \| „The River That Runs with Love Won't Run Dry” \| 4:14 \| \| 2. \| „Let It Come Down” \| 4:28 \| \| 3. \| „Can’t Find My Way Home” \| 4:48 \| \| 4. \| „Mona Lisa, Mother Earth” \| 4:16 \| \| 5. \| „(She’s a) Universal Emptiness” \| 4:02 \| \| 6. \| „Saved” \| 4:11 \| \| 7. \| „I Remember Who You Are” \| 4:23 \| \| 8. \| „Jane Mary, Cry One Tear” \| 3:51 \| \| 9. \| „See No More” \| 5:30 \| \| 10. \| „God Damn the Sun” \| 4:19 \| \| 11. \| „The Sound of Freedom” \| 4:33 \| \| 12. \| „No Cure for the Lonely” \| 2:56 \| \| 13. \| „Love of Life” \| 3:41 \| \| 14. \| „God Loves America” \| 3:40 \| \| 15. \| „Power and Sacrifice” \| 5:01 \| \| 16. \| „Song for the Sun” \| 4:28 \| \| 17. \| „Love Will Tear Us Apart” (M. Gira Version) \| 3:40 \| \| \| \| 1:12:01 \| - „The Sound of Freedom”, „No Cure for the Lonely”, „Love of Life” i „God Loves America” pochodzą z albumu Love of Life, - „Power and Sacrifice” i „Song for the Sun” pochodzą z albumu White Light from the Mouth of Infinity, - „Love Will Tear Us Apart” pochodzi z singla Love Will Tear Us Apart. |                                               |         |
| Nr | Tytuł utworu                                  | Długość |
| 1. | „The River That Runs with Love Won't Run Dry” | 4:14    |
| 2. | „Let It Come Down”                            | 4:28    |
| 3. | „Can’t Find My Way Home”                      | 4:48    |
| 4. | „Mona Lisa, Mother Earth”                     | 4:16    |
| 5. | „(She’s a) Universal Emptiness”               | 4:02    |
| 6. | „Saved”                                       | 4:11    |
| 7. | „I Remember Who You Are”                      | 4:23    |
| 8. | „Jane Mary, Cry One Tear”                     | 3:51    |
| 9. | „See No More”                                 | 5:30    |
| 10. | „God Damn the Sun”                            | 4:19    |
| 11. | „The Sound of Freedom”                        | 4:33    |
| 12. | „No Cure for the Lonely”                      | 2:56    |
| 13. | „Love of Life”                                | 3:41    |
| 14. | „God Loves America”                           | 3:40    |
| 15. | „Power and Sacrifice”                         | 5:01    |
| 16. | „Song for the Sun”                            | 4:28    |
| 17. | „Love Will Tear Us Apart” (M. Gira Version)   | 3:40    |
| |                                               | 1:12:01 |